# Kingfisher Motors
Kingfisher Motors Limited war ein britischer Hersteller von Automobilen.

## Unternehmensgeschichte
Roger King gründete 1981 das Unternehmen in Rothbury in der Grafschaft Northumberland. Er begann mit der Produktion von Automobilen und Kits. Der Markenname lautete Kingfisher. 1983 oder 1984 endete die Produktion. Vortex Developments aus Morpeth in Northumberland setzte die Produktion von 1984 bis 1985 oder nur 1985 unter Beibehaltung des Markennamens fort. Insgesamt entstanden etwa 35 Exemplare.

## Fahrzeuge
Das einzige Modell war der Sprint. Es war so etwas wie der Nachfolger des Minijem, war allerdings länger und höher. Die Basis bildete der Mini. Die Coupé-Karosserie bestand aus Fiberglas. Die Windschutzscheibe kam vom VW 1303, die Heckscheibe vom Datsun 120 Y und die Rückleuchten vom Ford Capri. Der stärkste Vierzylindermotor leistete mit Hilfe eines Turboladers 125 PS aus 1480 cm³ Hubraum.
Das Fahrzeug sollte ein Rivale des Porsche 911 sein, doch war das zu ambitioniert.